# Seth Kooitjie
Seth Kooitjie, auch Seth Madawa Kooiteie (* 1954 oder 1955 in Südwestafrika; † 25. Januar 2019 in Walvis Bay), war von 1980 bis 2019 der letzte anerkannte Kaptein der Topnaar (ǂAonin), eines Clans der Nama im heutigen Namibia.
Kooitjie starb an einem Asthmaanfall in seinem Haus in Narraville in der Küstenstadt Walvis Bay. Er war verheiratet und hatte drei Kinder. Seine Nachfolge ist (Stand 2019) umstritten. Samuel ǂKhaxab beansprucht diese, da er, anders als die Kooitjies, direkter Nachfahre aus königlicher Linie sei.
1980 sollte aus politischen Gründen auf Wunsch der DTA sein Vater Esau das Amt des Kaptein übernehmen. Dieser gab es umgehend an Seth weiter.

## Anmerkung
1. ↑  Anmerkung: Dieser Artikel enthält Schriftzeichen aus dem Alphabet der im südlichen Afrika gesprochenen Khoisansprachen. Die Darstellung enthält Zeichen der Klicklautbuchstaben ǀ, ǁ, ǂ und ǃ. Nähere Informationen zur Aussprache langer oder nasaler Vokale oder bestimmter Klicklaute finden sich z. B. unter Khoekhoegowab.